# منتخب اليابان لكرة قدم الصالات للسيدات
منتخب اليابان لكرة قدم الصالات للسيدات (باليابانية: フットサル日本女子代表) هو ممثل اليابان الرسمي في المنافسات الدولية في كرة الصالات للسيدات
. تأسس في 2007.